# 9819 Зангерхаузен
9819 Зангерхаузен (9819 Sangerhausen) — астероїд головного поясу, відкритий 25 березня 1971 року.
Тіссеранів параметр щодо Юпітера — 3,652.
Названо на честь міста в Німеччині Зангерхаузен (нім. Sangerhausen).